# 小鯉魚歴険記
『小鯉魚歴険記』（中国語: 小鲤鱼历险记、英語: The Adventures of Little Carp）は、2007年に中華人民共和国の中国中央電視台が製作したアニメ番組である。全52話。日本未公開。